# 2011年台北海碩國際職業女子網球公開賽
2011年台北海碩國際職業女子網球公開賽是在台北小巨蛋舉行的國際職業女子網球賽事。這是ITF100000美元加住宿等級的女子巡迴賽事。本屆使用全新藍灰色地墊並引進鷹眼系統，經認證是首次完整應用在會內比賽上的ITF職業賽事。

## 參賽者

### 種子
| 國家     | 球員            | 排名1 | 種子序 |
| -------- | --------------- | ----- | ------ |
| 中國     | 鄭潔            | 48    | 1      |
| 日本     | 森田步美        | 53    | 2      |
| 泰國     | 撻瑪茵·塔娜蘇甘 | 110   | 3      |
| 日本     | 土居美咲        | 111   | 4      |
| 白俄羅斯 | 奧爾加·歌弗索娃 | 129   | 5      |
| 中華臺北 | 詹詠然          | 133   | 6      |
| 日本     | 伊達公子        | 144   | 7      |
| 中華臺北 | 張凱貞          | 150   | 8      |

- 1依照2011年10月24日公布的排名排序。

### 其他球員
以下球員獲得外卡進入單打會內賽：
- 詹謹瑋
- 許文馨
- 阮庭妃
- 李亞軒

以下球員從會外賽事獲得單打會內資格：
- 陳詠悠
- 飯島久美子（英语：Kumiko Iijima）
- Nudnida Luangnam（英语：Nudnida Luangnam）
- 王薔

## 決賽結果

### 單打
森田步美 擊敗  伊達公子，6–2、6–2

### 雙打
詹詠然／ 鄭潔 擊敗  Karolina Pliskova／ Kristyna Pliskova，7–65、5–7、[10–5]

## 外部連結
- 官方網站（繁體中文）
- ITF官方資料（英文）